# 小行星25373
小行星25373（25373 Gorsch）是一颗绕太阳运转的小行星，为主小行星带小行星。该小行星于1999年10月发现。

## 轨道参数
小行星25373的轨道半长轴为346 652 566 km（2.3171963 UA），离心率为0.162。